# Цвет глаз

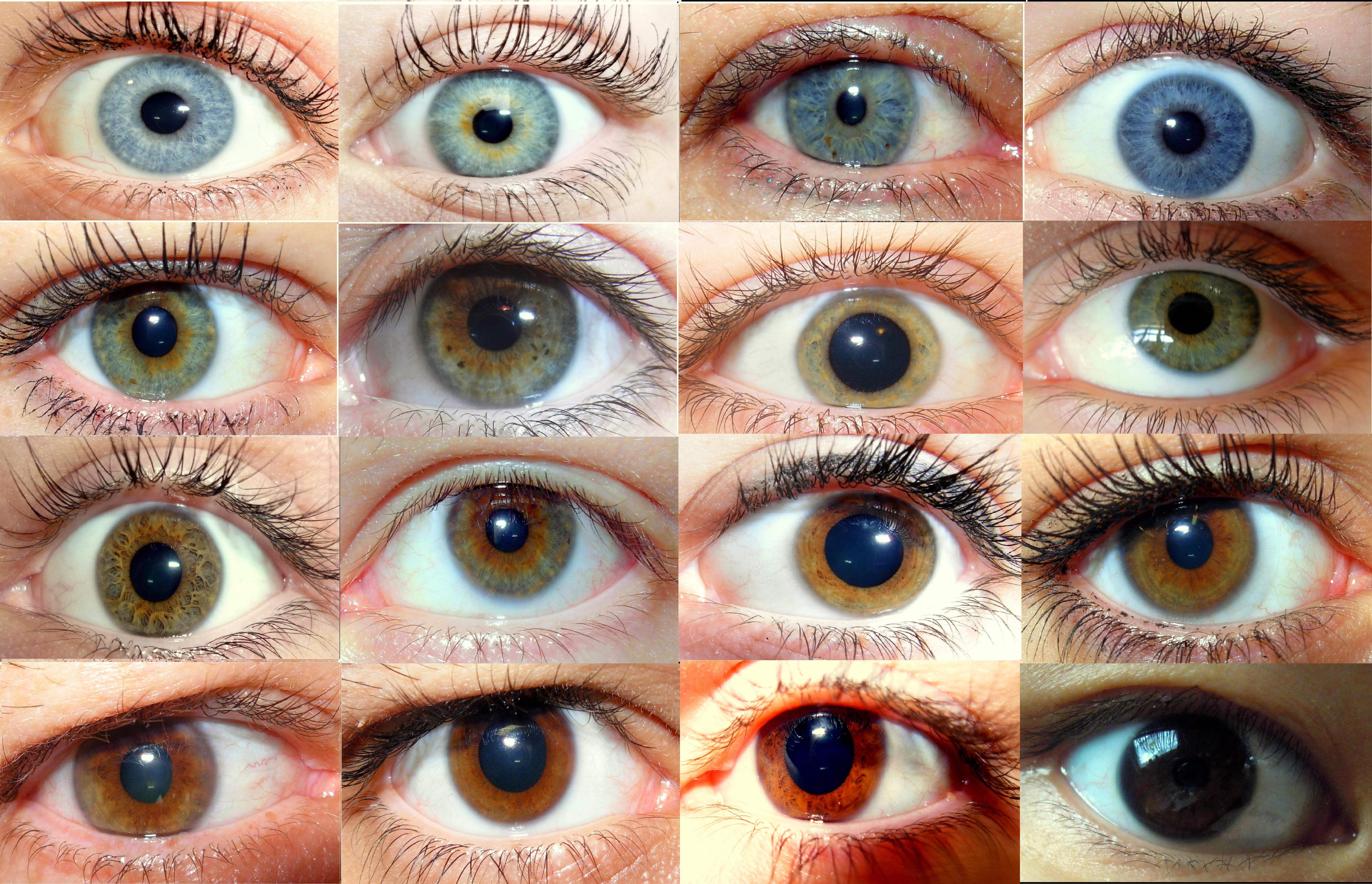
Градации цвета глаз

Цвет глаз — характеристика, определяемая пигментацией радужной оболочки глаза.

## Определение
Радужная оболочка состоит из переднего — мезодермального, и заднего — эктодермального слоёв. Передний слой состоит из наружного пограничного отдела и стромы. В нём распределены хроматофоры, содержащие меланин. От характера распределения пигментов в этом слое и зависит цвет глаза. В заднем слое содержится много заполненных фусцином пигментных клеток. Независимо от цвета глаз, задний слой имеет тёмный цвет, исключение составляют только альбиносы. Кроме этого, роль играют сосуды и волокна радужной оболочки.

## Основные цвета
Названия даны в соответствии с общепринятой в русскоязычной научной литературе шкалой В. В. Бунака.

### Синий

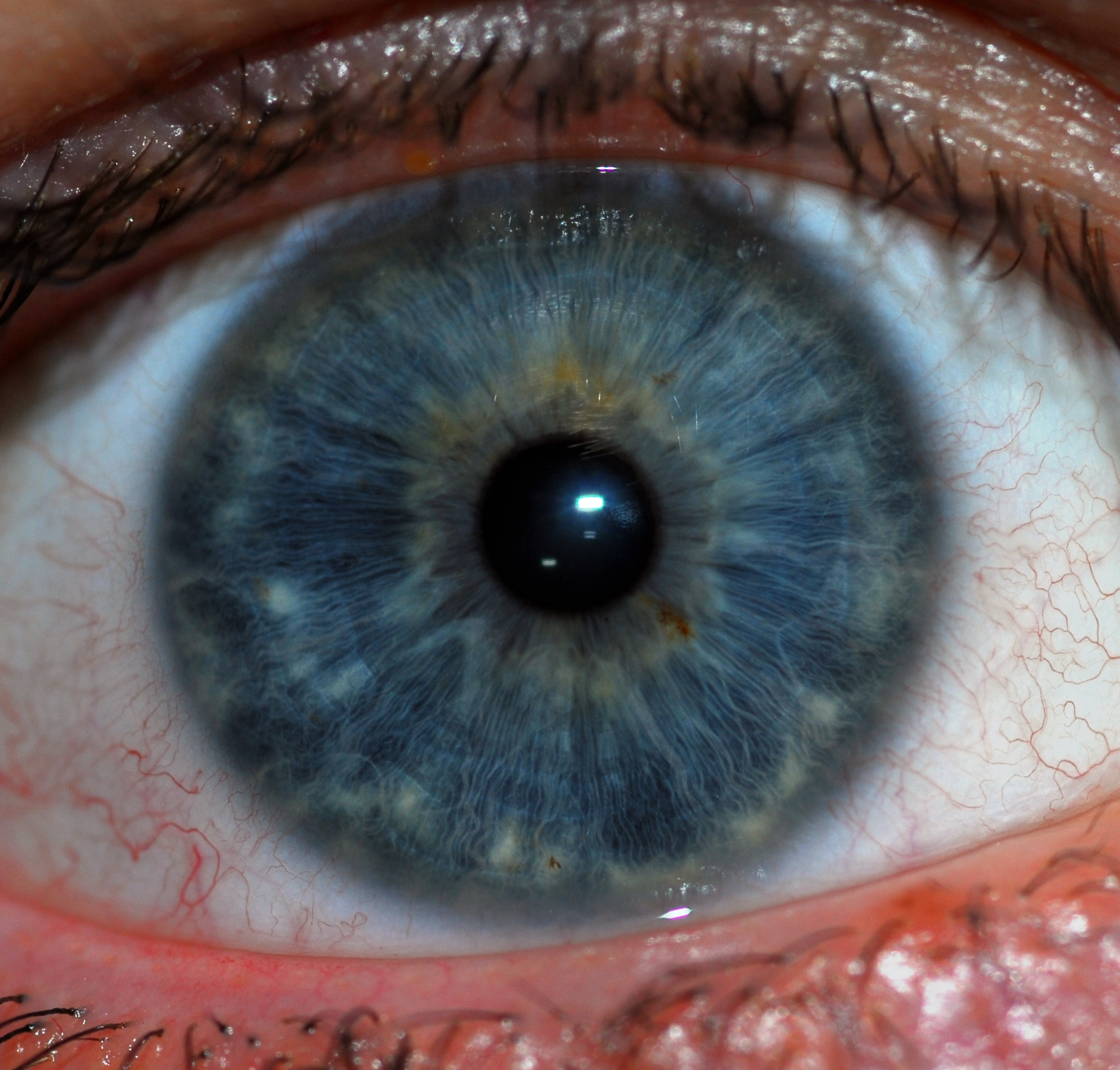
Синий глаз

Наружный слой сосудов радужной оболочки, образованный из коллагеновых волокон, отличается тёмно-синим цветом. Если волокна внешнего эктодермального слоя радужной оболочки отличаются малой плотностью и малым содержанием меланина, то он имеет синий цвет. В радужной оболочке и в глазу вообще нет ни синих, ни голубых пигментов. Синий цвет — результат рассеяния света в строме. Внутренний слой радужной оболочки, в отличие от внешнего, всегда насыщен меланином и имеет чёрно-коричневый цвет. В результате часть высокочастотной составляющей спектра света, падающего на глаз, подвергается рассеянию в мутной среде стромы и отражается, а низкочастотная составляющая поглощается внутренним слоем радужной оболочки. Чем меньше плотность стромы, тем насыщеннее синий цвет. Синий или голубой цвет глаз имеют многие младенцы в первые 3—6 месяцев жизни.

### Голубой

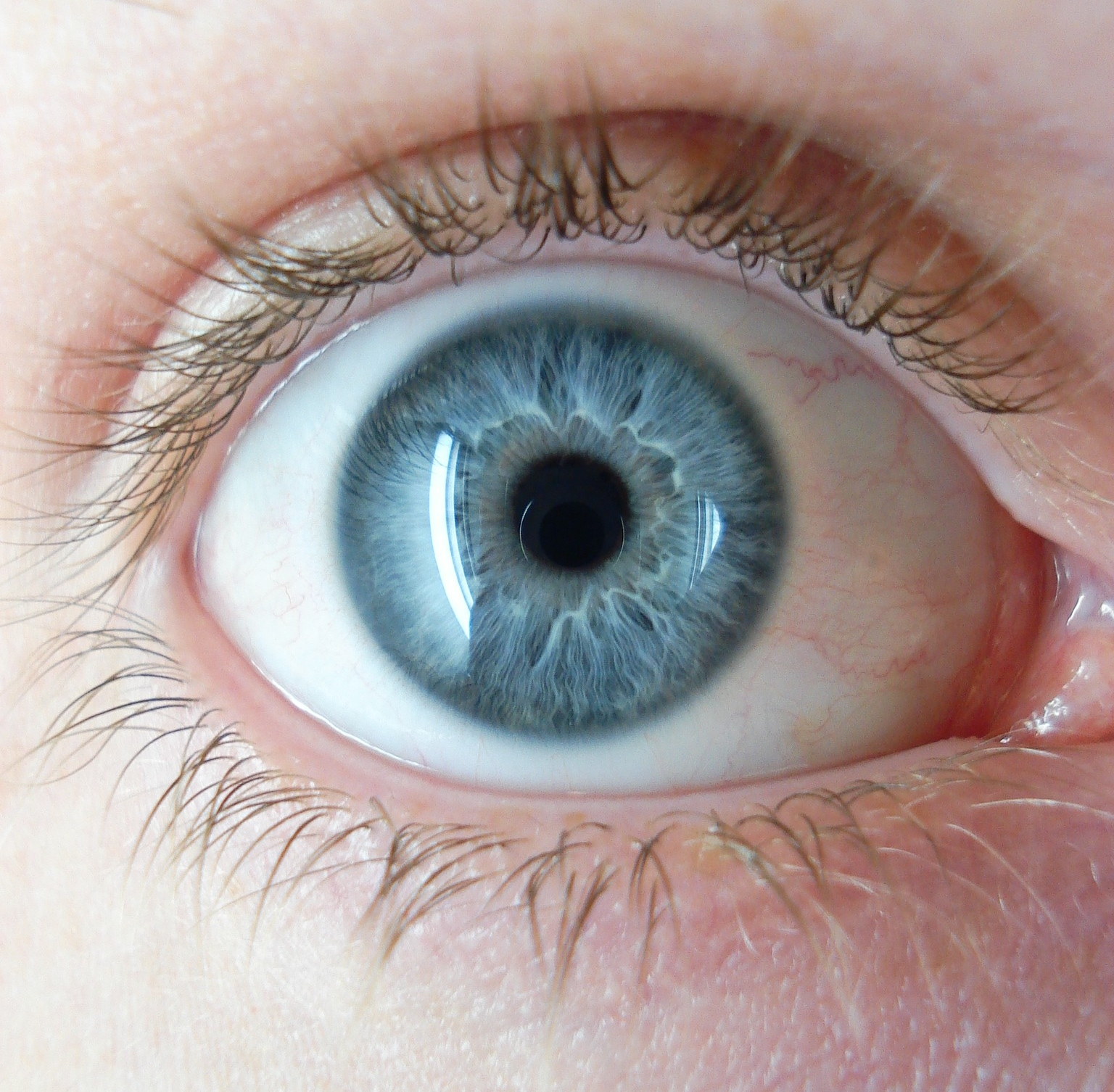
Голубой глаз

В отличие от глаз синего цвета, в данном случае плотность коллагеновых волокон стромы выше. Поскольку они имеют беловатый или сероватый оттенок, то цвет будет уже не синий, а голубой. Чем больше плотность волокон, тем светлее цвет.
Голубой цвет глаз — это результат взаимодействия мутаций в генах OCA2 и HERC2, из-за которых у носителей такого гена снижена выработка и транспорт меланина в радужной оболочке глаза. По данным исследования генетиков Копенгагенского университета, эта мутация возникла приблизительно 6—10 тыс. лет назад. Но, по последним данным, голубоглазые люди жили в Европе уже 17 тыс. лет назад .
Голубые и синие глаза наиболее распространены среди населения Европы, особенно — в Северной. В Эстонии такой цвет глаз имеют до 99 % населения, в Германии — 75 %. В Дании в 1970-х годах тёмный цвет глаз был лишь у 8 %, тогда как сейчас, в результате миграции, эта цифра возросла до 11 %. По данным исследования 2002 года, среди европеоидного населения США, рождённого в 1936—1951 годах, носители синего и голубого цвета глаз составляют 33,8 %, в то время как среди рождённых в 1899—1905 годах этот показатель составляет 54,7 %. По данным 2006 года, эта цифра для современных белых американцев снизилась до 22,3 %. Синие и голубые глаза встречаются и на Ближнем Востоке и Центральной Азии, например, в Ливане, Сирии, Иране, Афганистане и Таджикистане (среди горных таджиков и памирцев), северном Пакистане. Распространены они и у евреев-ашкеназов, например, среди украинских евреев процент носителей этих цветов — 53,7 %.

### Серый

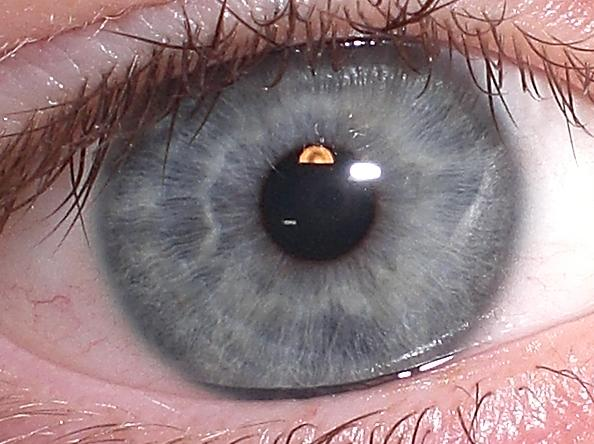
Серый глаз

Определение серых и голубых глаз схоже, только при этом плотность волокон внешнего слоя ещё выше и их оттенок ближе к серому. Если же плотность не так велика, то цвет будет серо-голубой. Наличие меланина или других веществ даёт небольшую жёлтую или коричневатую примесь. Серый цвет, предположительно, связан с рассеянием Ми на волокнах внешнего слоя, которое, в отличие от рэлеевского, менее зависит от длины волны; как следствие — спектр отражённого от радужной оболочки света ближе к спектру источника, чем в случае синих или голубых глаз.
Серый цвет глаз наиболее распространён в Восточной и Северной Европе. Также он встречается в Иране, Афганистане, Пакистане и некоторых регионах Северо-Западной Африки.

### Зелёный

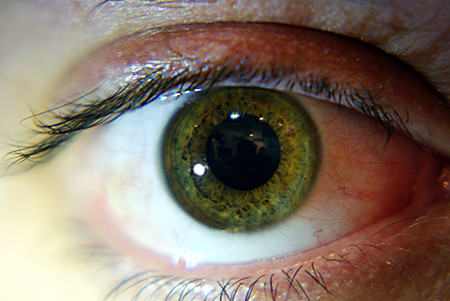
Зелёный глаз

Зелёный цвет глаз определяется небольшим количеством меланина. Во внешнем слое радужной оболочки распределён жёлтый или светло-коричневый пигмент липофусцин. В сумме с получившимся в результате рассеяния в строме синим или голубым цветом получается зелёный. Окраска радужной оболочки обычно неравномерная и бывает очень много разнообразных оттенков. В его формировании, возможно, играет роль ген рыжих волос.
Чисто зелёный цвет глаз встречается крайне редко. Его носители встречаются в Северной и Центральной Европе, реже — в Южной Европе. По данным исследований взрослого населения Исландии и Нидерландов, зелёные глаза у женщин встречаются гораздо чаще, чем у мужчин.

### Буро-жёлто-зелёный

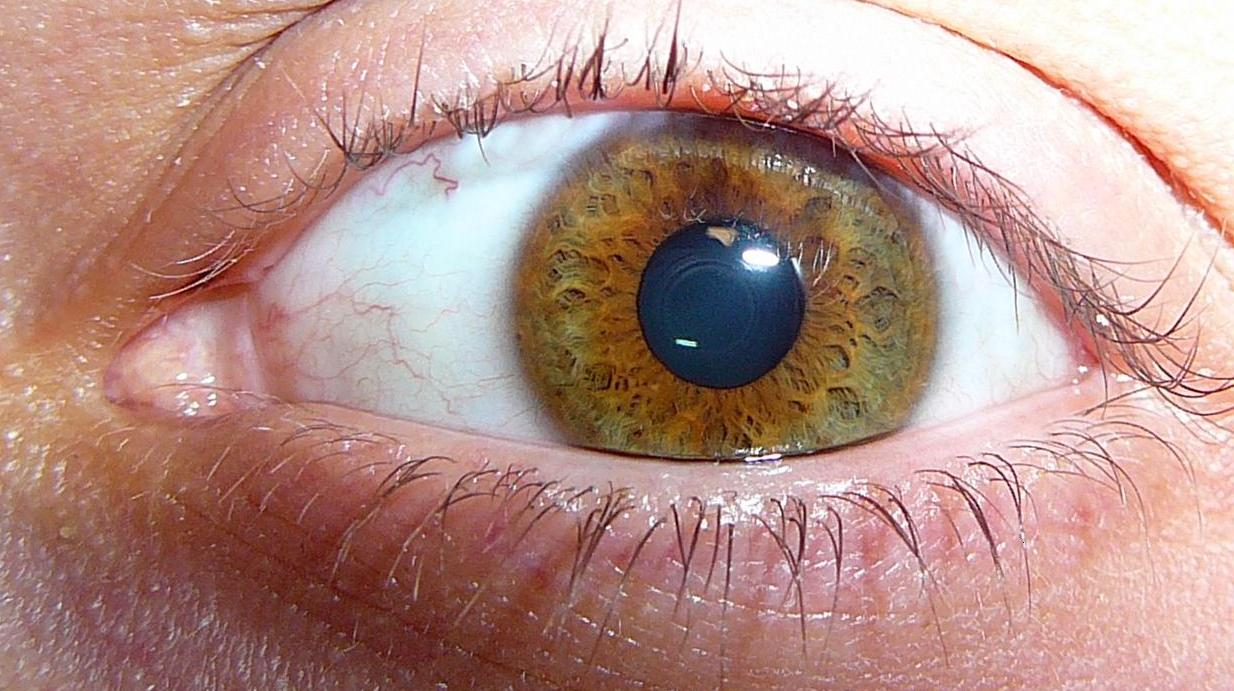
Буро-жёлто-зелёный глаз

Ввиду неоднородности окраски однозначно назвать данный цвет затруднительно, в связи с чем используются разные названия: буро-жёлто-зелёный, буро-зелёный или буро-серый. Является смешанным  цветом. В зависимости от освещения, он может иметь золотистый, коричнево-зелёный, коричневый оттенок. Во внешнем слое радужной оболочки содержание меланина довольно умеренное, поэтому данный цвет получается, как комбинация коричневого цвета, который дают меланоциты, и синего или голубого. Могут присутствовать и жёлтые пигменты. Окраска не монотонна, а довольно разнородна; периферия радужной оболочки, как правило, зелёно-серого цвета.

### Жёлтый

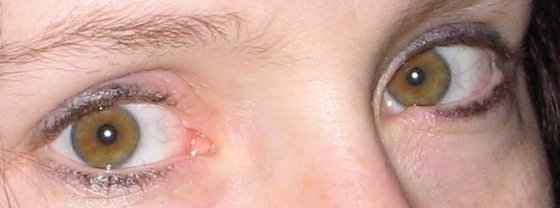
Жёлтые глаза

Жёлтые глаза имеют монотонную светлую жёлто-коричневую окраску. Иногда они характеризуются золотисто-зелёным либо красновато-медным оттенком. Это обусловливает пигмент липофусцин (липохром), содержащийся также в зелёных глазах. Жёлтый цвет глаз встречается крайне редко. Это случается только тогда, когда сосуды радужной оболочки содержат пигмент липофусцин (липохром) очень бледного цвета. Это может свидетельствовать о наличии инфекции в организме человека.

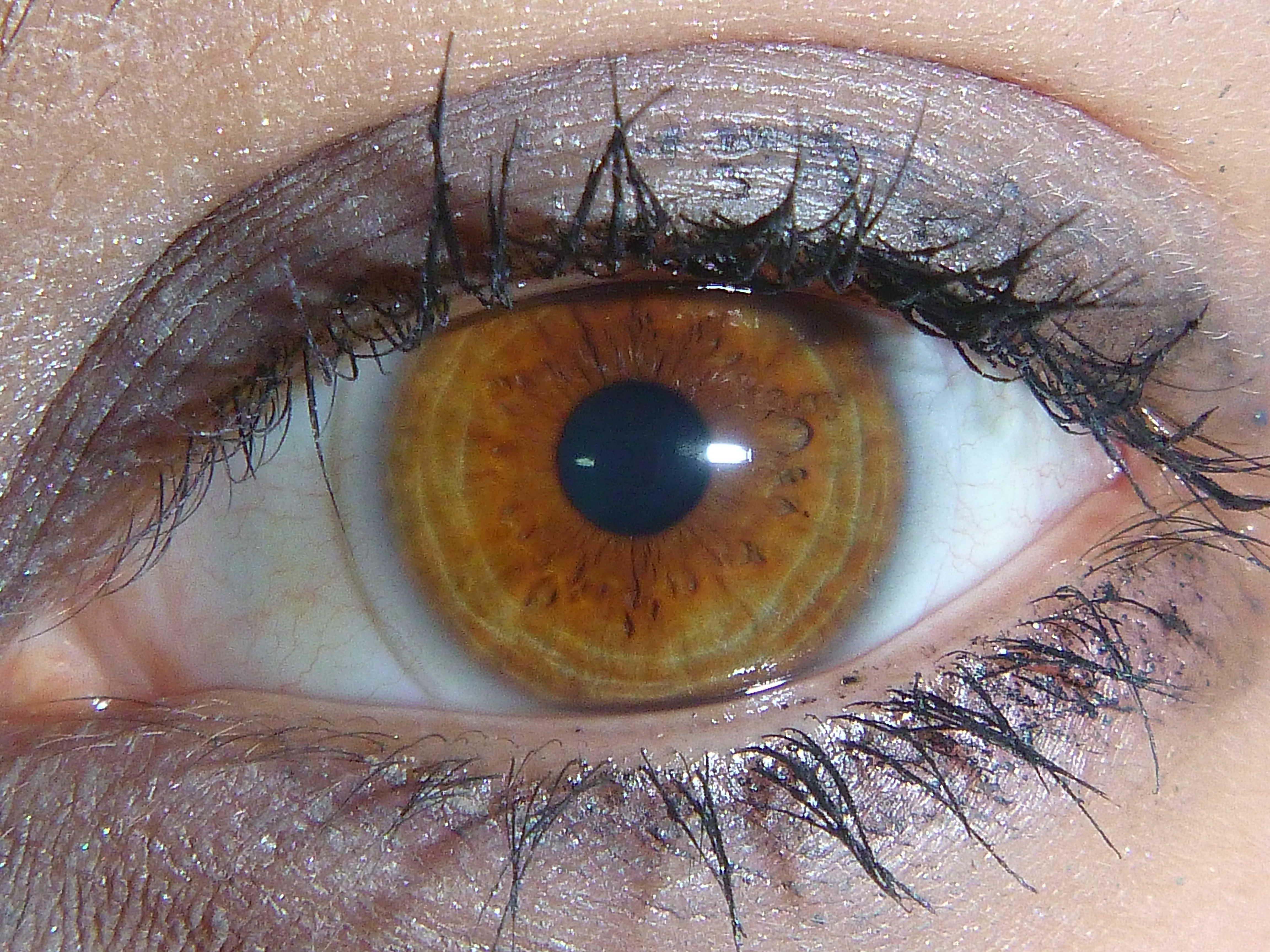
Светло-карий глаз

### Светло-карий
Неравномерная коричневая окраска.

### Карий

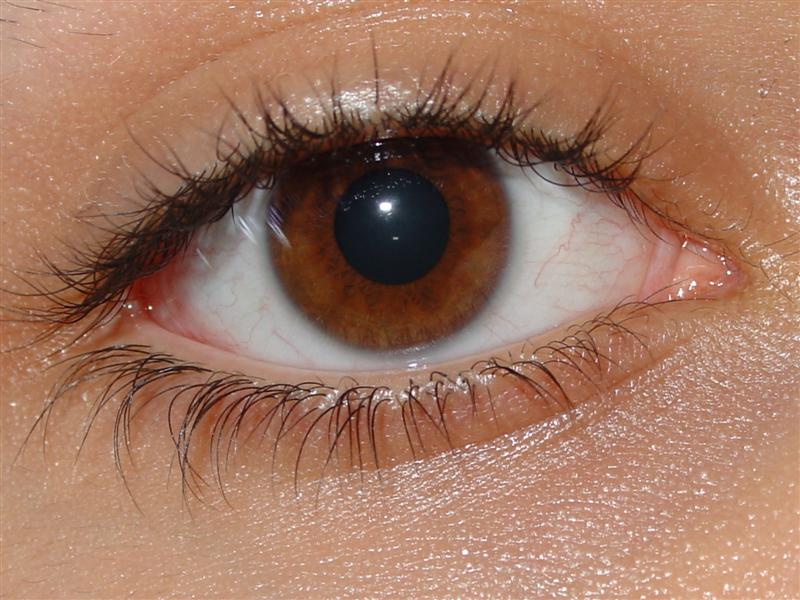
Карий глаз

Карий (от тюрк. kara — «чёрный») — коричневый цвет глаз.
В данном случае во внешнем слое радужной оболочки содержится много меланина. Поэтому на нём происходит поглощение как высокочастотного, так и низкочастотного света, а отражённый свет в сумме даёт коричневый. Карий — самый распространённый цвет глаз в мире. Он имеет повсеместное распространение во всех частях света: Европе, Азии, Австралии, Океании, Африке, Северной и Южной Америке. 
Согласно учёным, предполагается, что 10 000 лет назад у всех людей был именно такой оттенок радужной оболочки. Однако произошла генетическая мутация, и в настоящее время, несмотря на преобладание карих глаз, мы наблюдаем разнообразие оттенков глаз.

### Тёмно-карий
Равномерная тёмно-коричневая окраска.

### Чёрный

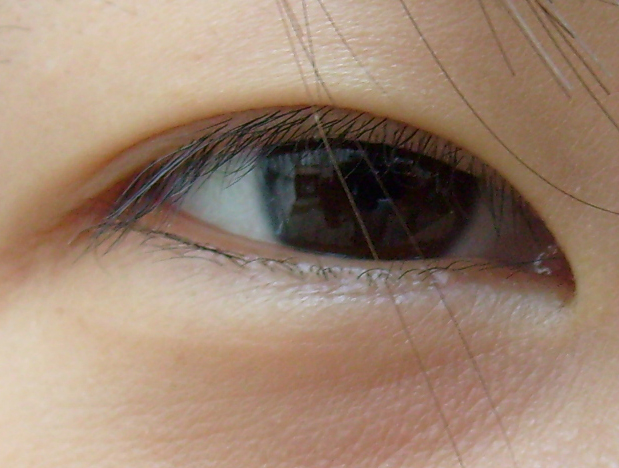
Чёрный глаз

Строение чёрной радужной оболочки аналогично коричневой, но концентрация меланина в ней настолько велика, что падающий на неё свет практически полностью поглощается. Помимо чёрной радужки, цвет глазного яблока может быть желтоватого или сероватого цвета. Данный тип распространён, прежде всего, среди монголоидной расы, в Южной, Юго-Восточной и Восточной Азии. В этих регионах новорождённые сразу рождаются с насыщенной меланином радужной оболочкой.

## Врождённые нарушения

### Аниридия
В случае аниридии радужная оболочка отсутствует полностью или частично.

### Альбинизм

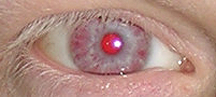
Глаз альбиноса. Цвет определяется кровеносными сосудами и коллагеновыми волокнами.

У альбиносов встречается красный цвет глаз. Он связан с отсутствием не только в мезодермальном, но и в эктодермальном слое радужной оболочки пигментов (в частности меланина), поэтому определяется цветом крови в прозрачных сосудах радужной оболочки.

### Гетерохромия
Различие в окраске радужных оболочек глаз называется гетерохромией. Она может быть полной — когда глаза полностью отличаются по цвету, или секторной (частичной) — когда только часть отличается цветом от остальной радужной оболочки глаза. Частичной гетерохромией так же является центральная гетерохромия — когда в глазе присутствует два цвета: один по центру радужки, вокруг зрачка, другой ближе к окончанию радужки, центральная гетерохромия встречается чаще других разновидностей. У кошек и собак данное явление распространено гораздо шире, чем у человека.

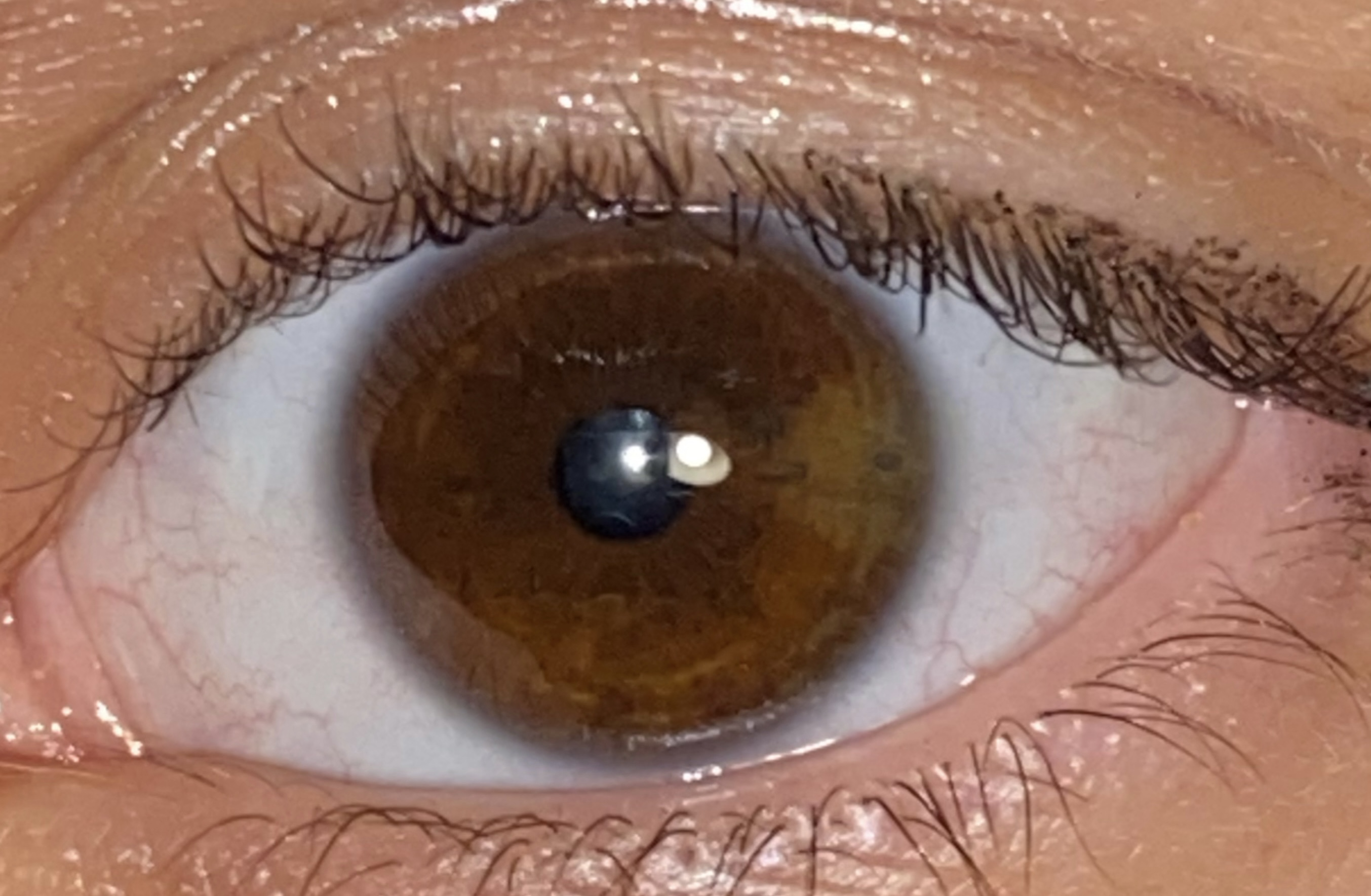
Частичная гетерохромия

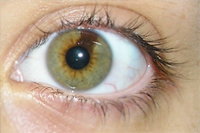
Пример частичной гетерохромии
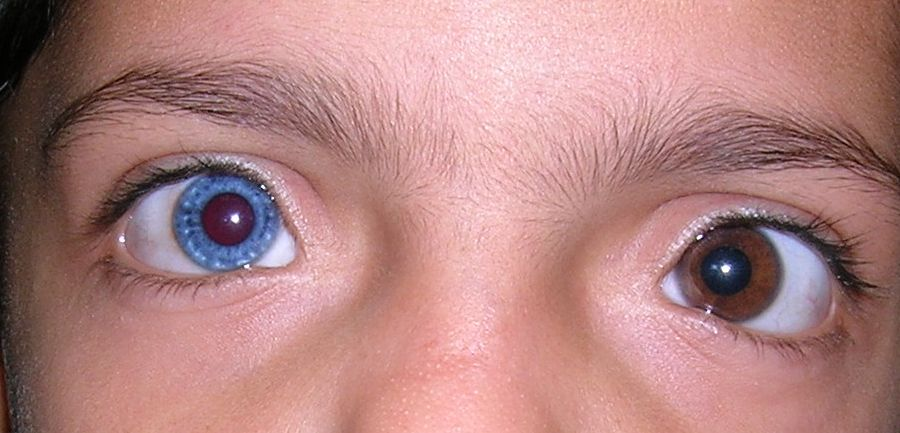
Пример полной гетерохромии
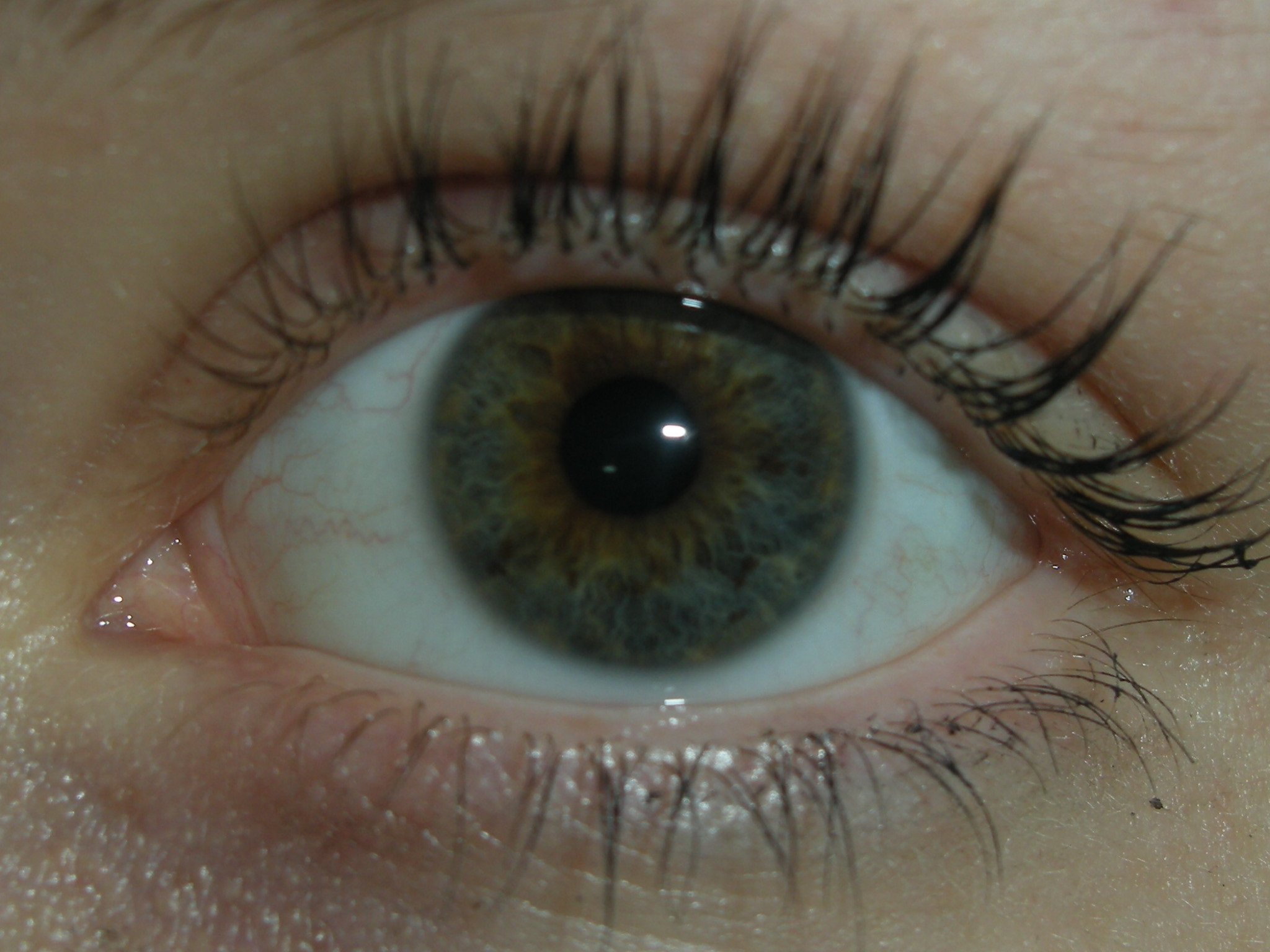
Пример центральной гетерохромии

## Генетика
Традиционно полагается, что цвет глаз определяется наследственностью. За светлые глаза отвечает мутация (как официально считается) гена OCA2. За синий или зелёный цвет отвечает ген EYCL1 хромосомы 19; за коричневый — EYCL2; за коричневый или синий — EYCL3 хромосомы 15. Кроме того, с цветом глаз связаны гены OCA2, SLC24A4, TYR. Согласно классической генетике, гены, дающие тёмные глаза, — доминантные, а светлые — рецессивные. Однако в действительности генетика цвета глаз очень сложна, поэтому их комбинации у родителей и детей могут быть крайне разнообразны.
Результаты недавних исследований британских ученых-генетиков привели к выводу, что существуют участки по крайней мере в шести генах, по которым можно предсказать цвет глаз. Как заявили по окончании тестов авторы работы, из восьми изученных генов шесть — HERC2, OCA2, SLC24A4, SLC45A2, TYR, IRF4 — вносят в предсказание цвета радужной оболочки максимальный вклад. На основе строения вариабельных участков этих генов карий цвет глаз можно было предсказать с вероятностью 93%, голубой — в 91%. Промежуточный цвет глаз определялся с меньшей вероятностью — в 73%.

## Классификации
В антропологии существует несколько систем классификации цвета радужной оболочки. В России более известна система В. В. Бунака, на Западе — система Мартина-Шульца (англ. Martin–Schultz scale).
| Шкала Бунака - Тип 1. Тёмный. - Вариант 1. Чёрный. - Вариант 2. Тёмно-карий. Окраска равномерная. - Вариант 3. Светло-карий. Окраска неравномерная. - Вариант 4. Жёлтый. Очень редкий вариант. - Тип 2. Переходный, смешанный. - Вариант 5. Буро-жёлто-зелёный. - Вариант 6. Зелёный. - Вариант 7. Серо-зелёный. - Вариант 8. Серый или голубой, вокруг зрачка — буро-жёлтое обрамление. - Тип 3. Светлый. - Вариант 9. Серый. Может быть разных оттенков. - Вариант 10. Серо-голубой. Окраска неравномерная. - Вариант 11. Голубой. - Вариант 12. Синий. Встречается редко. |  | Шкала Мартина-Шульца - 1—2 — синий и голубой (1a, 1b, 1c, 2a — светлые оттенки, 2b — тёмный). - 3 — серо-голубой. - 4 — серый. - 5 — серо-голубой с жёлто-коричневыми вкраплениями. - 6 — серо-зелёный с жёлто-коричневыми вкраплениями. - 7 — зелёный. - 8 — зелёный с жёлто-коричневыми вкраплениями. - 9—11 — светло-коричневый. - 10 — буро-зелёный или буро-серый. - 12—13 — средний коричневый. - 14—15—16 — тёмно-коричневый и чёрный. |

## Этногеография

Примерная карта распространения голубых и зелёных глаз в Европе

Поскольку цвет глаз определяется генетикой, то частота распределения определённых цветов является одной из характерных черт каждого народа.

### Россия
По результатам исследований И. И. Пантюхова, опубликованных в 1909 году, у русских в начале XX века распределение было приблизительно следующим.
| серый | карий | синий и голубой | чёрный и зелёный |
| ----- | ----- | --------------- | ---------------- |
| 50 %  | 25 %  | 20 %            | 5 %              |

В 1955—1959 годах, была осуществлена антропологическая экспедиция под руководством В. В. Бунака, в ходе которой, было исследовано 17 тысяч человек русского населения РСФСР. Цвет глаз определялся по шкале Бунака. Были получены следующие результаты.
| Категория | Светлый тип | Переходный тип | Тёмный тип | Выборка |
| --------- | ----------- | -------------- | ---------- | ------- |
| Мужчины   | 44,75 %     | 49,66 %        | 5,59 %     | 8754    |
| Женщины   | 42,07 %     | 50,72 %        | 7,21 %     | 8074    |
| В сумме   | 43,46 %     | 50,17 %        | 6,37 %     | 16828   |

### США
В 1985 году, в США, методом самоотчёта,  была собрана статистика по цвету глаз и волос среди представителей различных этнических групп, родившихся в 1957—1965 годах.
| Группа                                | Цвет    | Цвет   | Цвет              | Цвет       | Цвет   | Цвет    | Цвет                        | Цвет  | Цвет   | Выборка |
| ------------------------------------- | ------- | ------ | ----------------- | ---------- | ------ | ------- | --------------------------- | ----- | ------ | ------- |
| Группа                                | голубой | синий  | светло-коричневый | коричневый | чёрный | зелёный | буро-зелёный или буро-серый | серый | другой | Выборка |
| Белые американцы (мужчины)            | 1,1 %   | 34,5 % | 0,7 %             | 33,5 %     | 0,5 %  | 13,1 %  | 15,2 %                      | 0,8 % | 0,6 %  | 3036    |
| Белые американцы (женщины)            | 1,2 %   | 29,4 % | 0,8 %             | 33,0 %     | 0,3 %  | 17,5 %  | 16,6 %                      | 0,9 % | 0,4 %  | 3188    |
| Белые американцы (в сумме)            | 1,1 %   | 31,9 % | 0,8 %             | 33,3 %     | 0,4 %  | 15,4 %  | 15,9 %                      | 0,9 % | 0,5 %  | 6224    |
| Чёрные американцы (мужчины)           | 0,1 %   | 0,5 %  | 1,2 %             | 84,7 %     | 11,9 % | 0,2 %   | 1,0 %                       | 0,3 % | 0,1 %  | 1415    |
| Чёрные американцы (женщины)           | 0,0 %   | 0,1 %  | 1,2 %             | 84,9 %     | 12,0 % | 0,4 %   | 1,3 %                       | 0,0 % | 0,2 %  | 1422    |
| Чёрные американцы (в сумме)           | 0,1 %   | 0,3 %  | 1,2 %             | 84,8 %     | 11,9 % | 0,3 %   | 1,1 %                       | 0,1 % | 0,1 %  | 2837    |
| Латиноамериканцы (мужчины)            | 0,0 %   | 2,8 %  | 1,9 %             | 79,5 %     | 6,7 %  | 4,2 %   | 4,6 %                       | 0,1 % | 0,2 %  | 909     |
| Латиноамериканцы (женщины)            | 0,1 %   | 2,1 %  | 3,9 %             | 78,2 %     | 7,2 %  | 3,1 %   | 5,4 %                       | 0,0 % | 0,1 %  | 908     |
| Латиноамериканцы (в сумме)            | 0,1 %   | 2,4 %  | 2,9 %             | 78,9 %     | 6,9 %  | 3,6 %   | 5,0 %                       | 0,1 % | 0,2 %  | 1817    |
| Американцы английского происхождения  | 1,1 %   | 32,7 % | 0,9 %             | 30,6 %     | 0,8 %  | 16,0 %  | 16,5 %                      | 0,9 % | 0,5 %  | 2096    |
| Американцы немецкого происхождения    | 1,3 %   | 34,9 % | 0,8 %             | 30,2 %     | 0,1 %  | 14,9 %  | 17,2 %                      | 0,7 % | 0,1 %  | 1492    |
| Американцы ирландского происхождения  | 1,4 %   | 36,0 % | 1,0 %             | 28,3 %     | 0,4 %  | 17,4 %  | 13,3 %                      | 1,6 % | 0,6 %  | 495     |
| Американцы итальянского происхождения | 1,3 %   | 8,2 %  | 0,9 %             | 61,9 %     | 0,9 %  | 8,2 %   | 16,9 %                      | 0,9 % | 0,9 %  | 231     |
| Американцы французского происхождения | 0,6 %   | 26,6 % | 1,1 %             | 41,8 %     | 0,6 %  | 10,3 %  | 17,6 %                      | 1,1 % | 0,4 %  | 534     |

## Изменение цвета

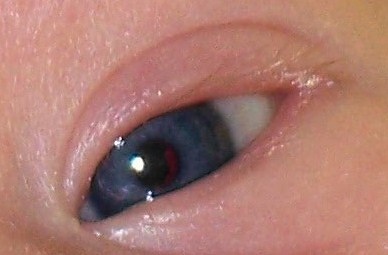
Тёмно-синий глаз новорождённого

Цвет глаз может меняться в течение жизни. Большинство новорождённых европеоидной расы рождается с синими или голубыми глазами, однако на 3—6 месяце жизни цвет глаз может потемнеть. Это связано с накоплением меланоцитов в радужной оболочке. Окончательно цвет глаз устанавливается к 10—12 годам. У пожилых людей глаза иногда бледнеют, что связано с депигментацией, происходящей по причине развития склеротических и дистрофических процессов.
Цвет глаз может изменяться и в связи с некоторыми болезнями. Из-за меланомы, гемосидероза, сидероза и хронического воспаления радужки глаза она может темнеть, гетерохромный иридоциклит Фукса, Синдром Блоха — Сульцбергера, Болезнь Парри — Ромберга (синдром Ромберга),  приобретённый синдром Горнера, Синдром Ваарденбурга, Пьебалдизм, синдром Дуэйна, ювенальная ксантогранулома, лейкемия и лимфома могут повлечь осветление радужной оболочки глаза.
К примерам изменения цвета глаз по причине заболеваний относятся кольца Кайзера-Флейшера, кольца Флейшера, роговичная дуга, линия Хадсона-Стэли.

## Галерея цветов глаз

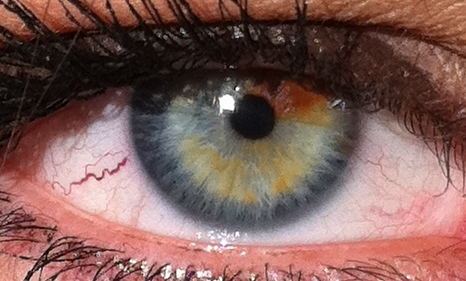
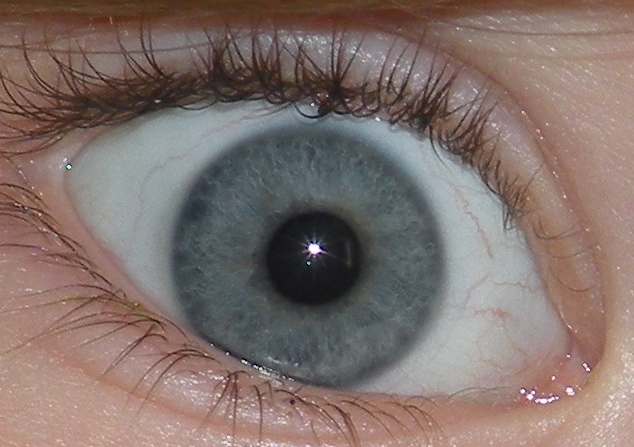
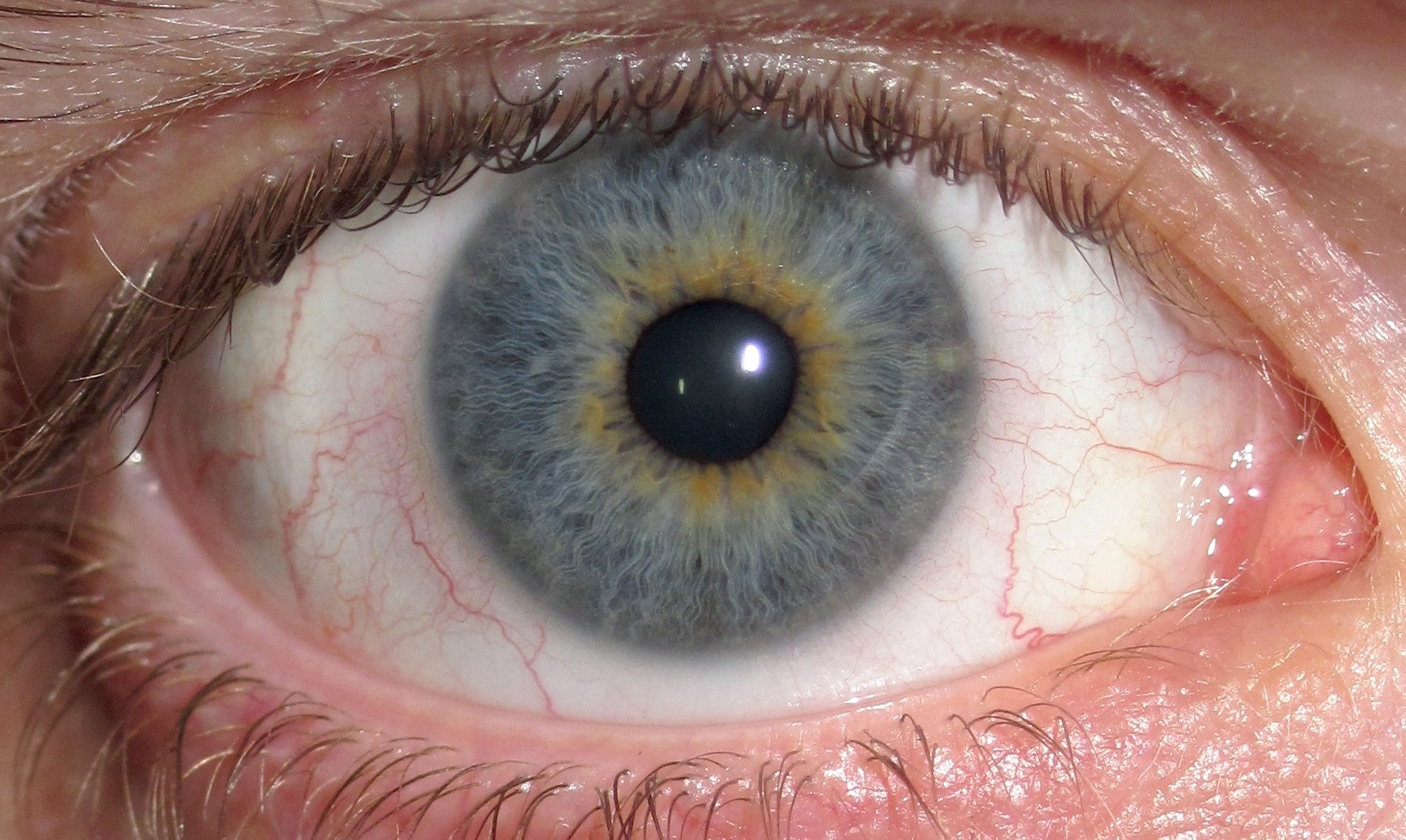
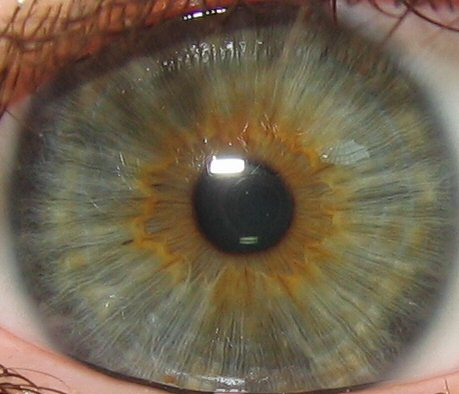
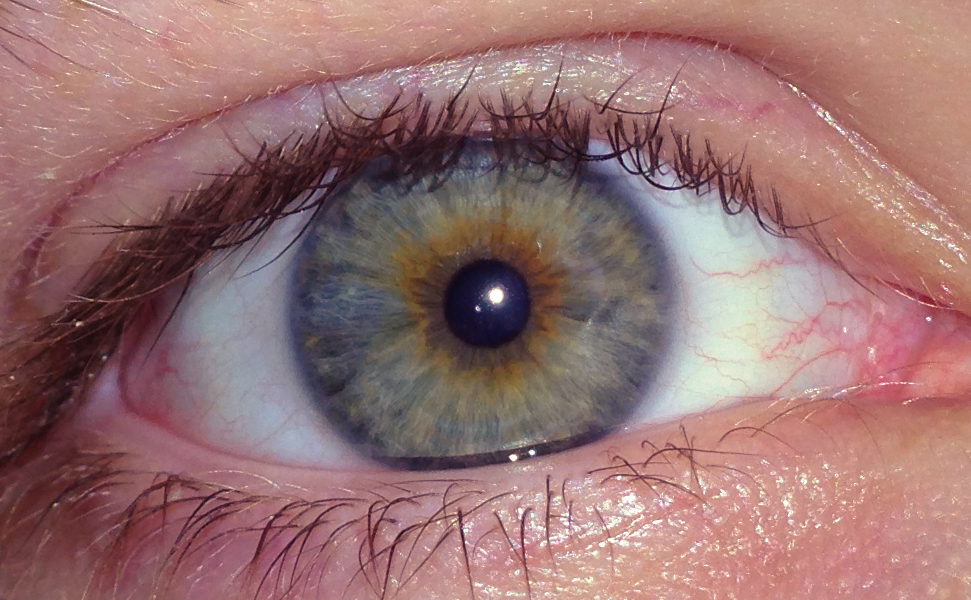
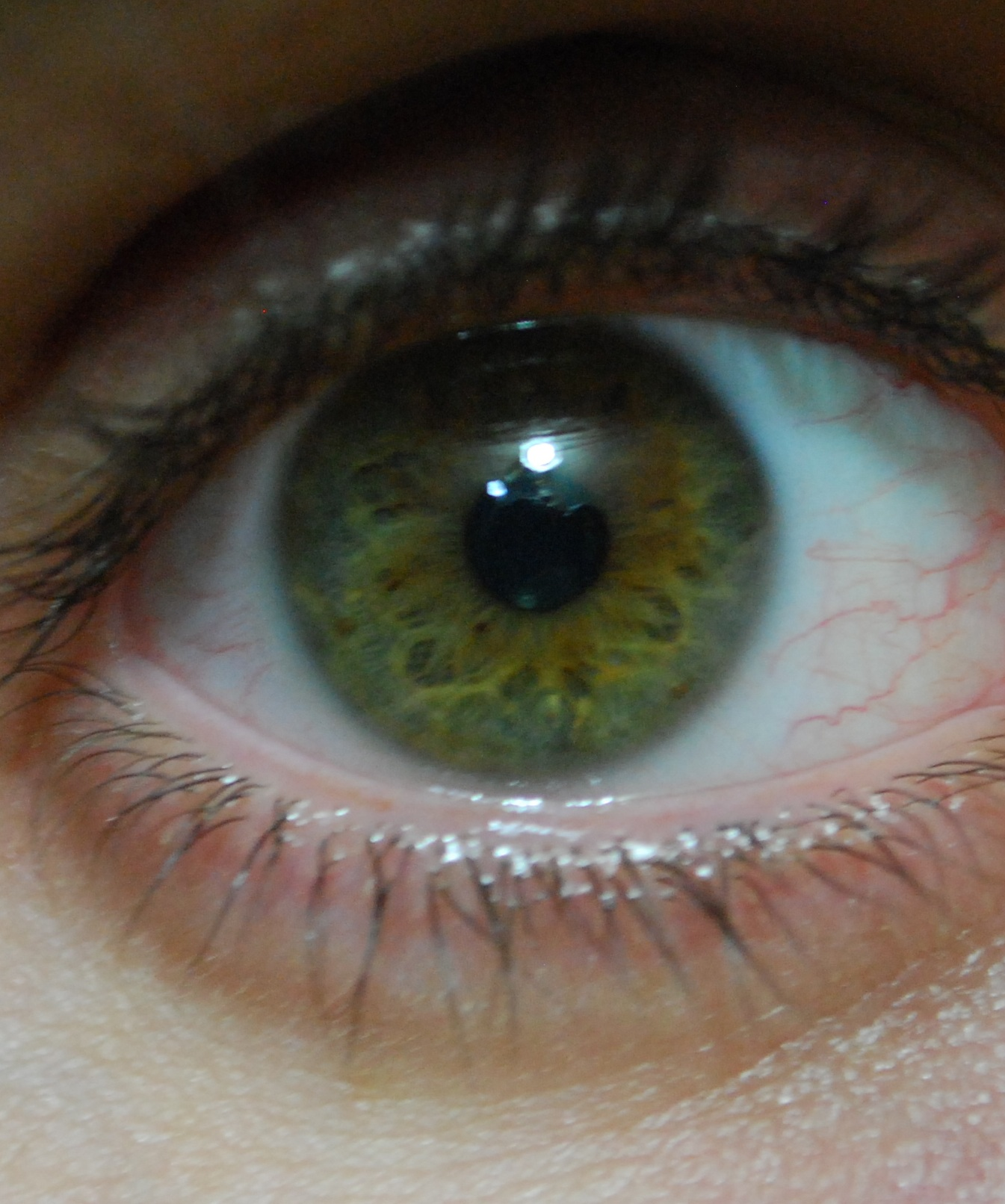
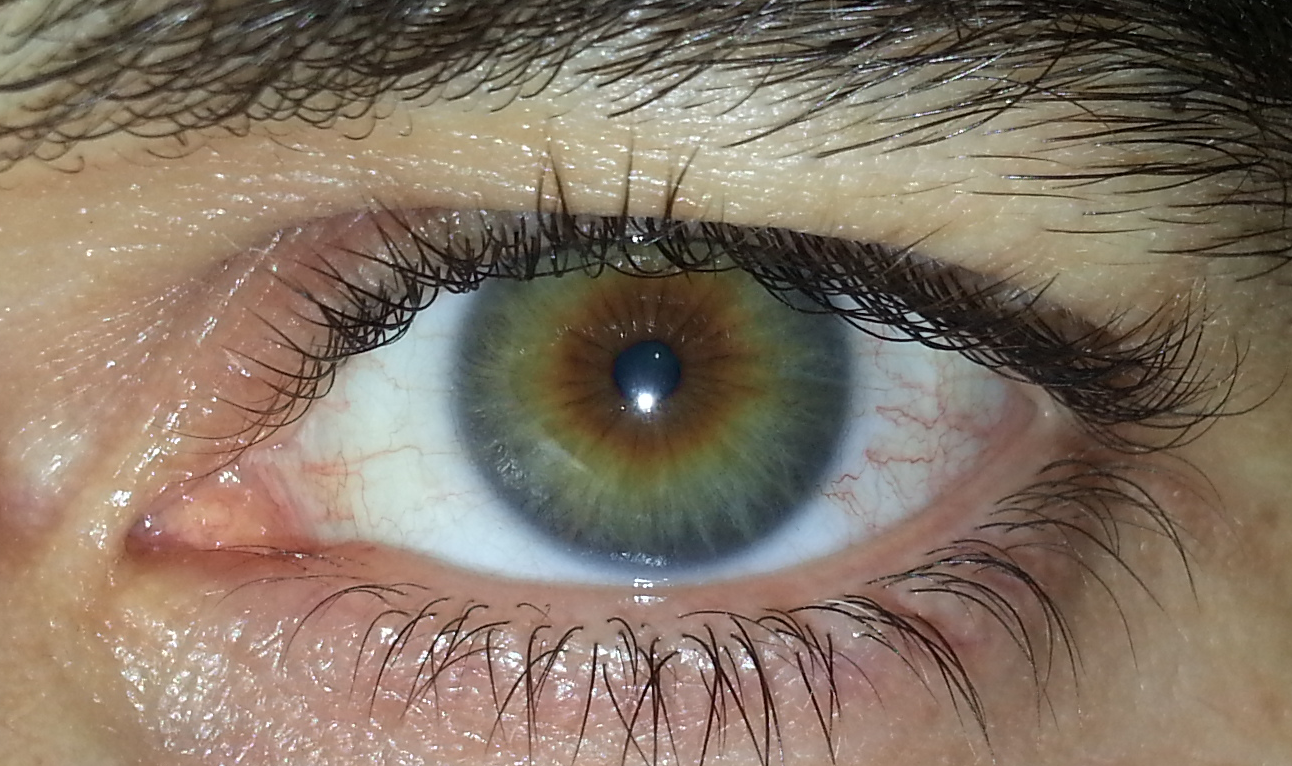
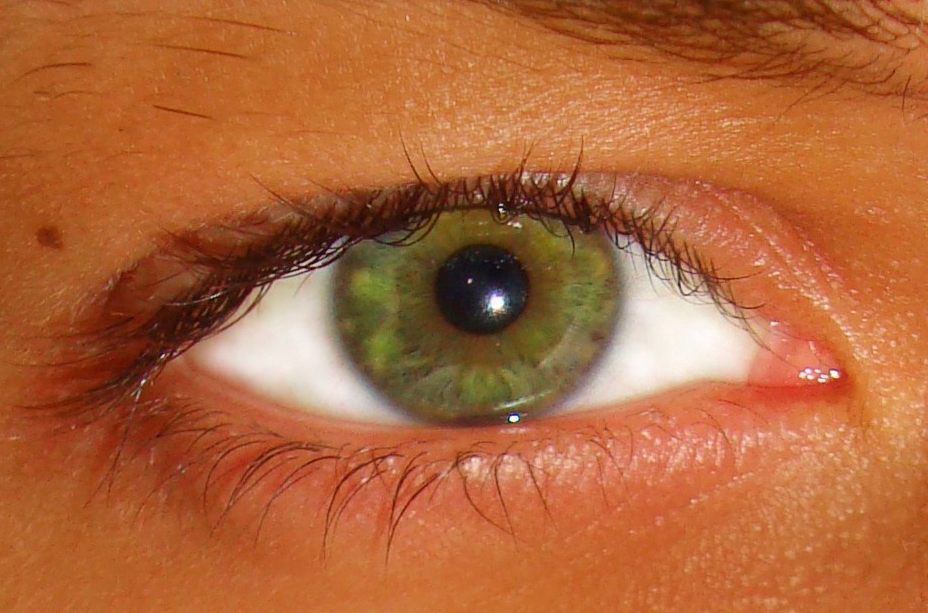
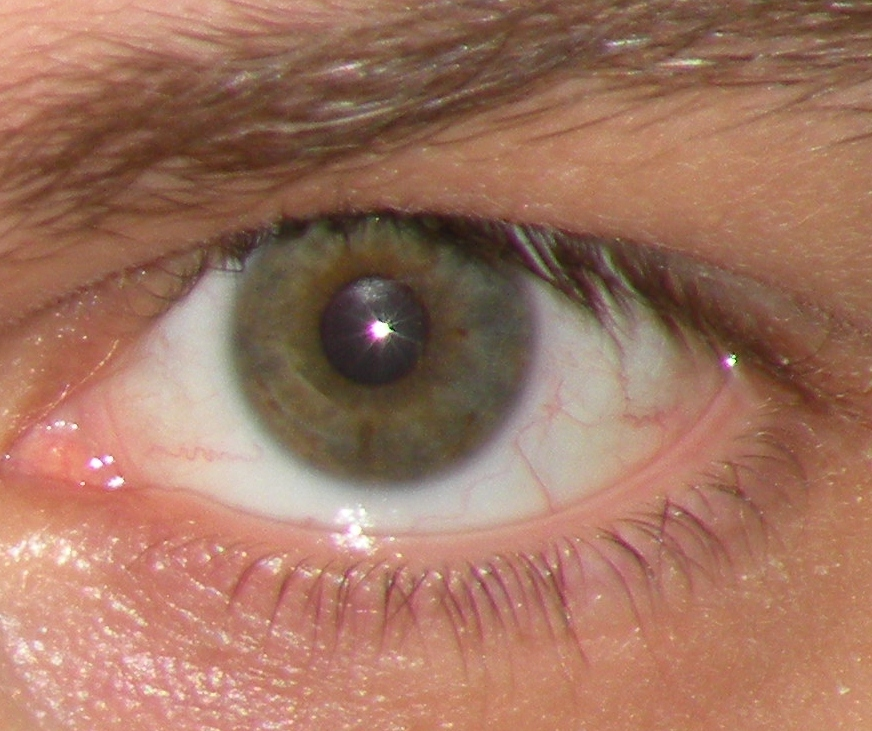
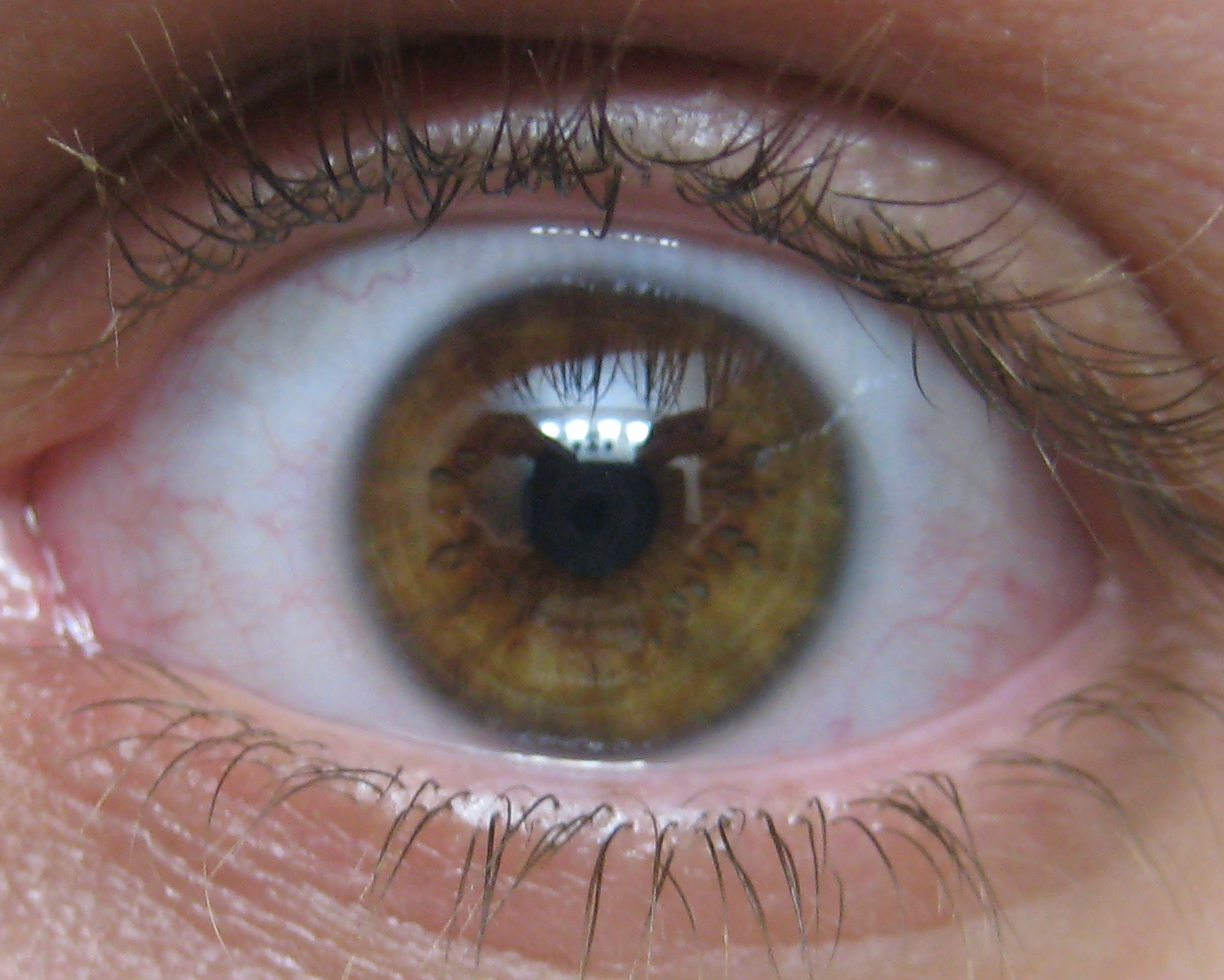
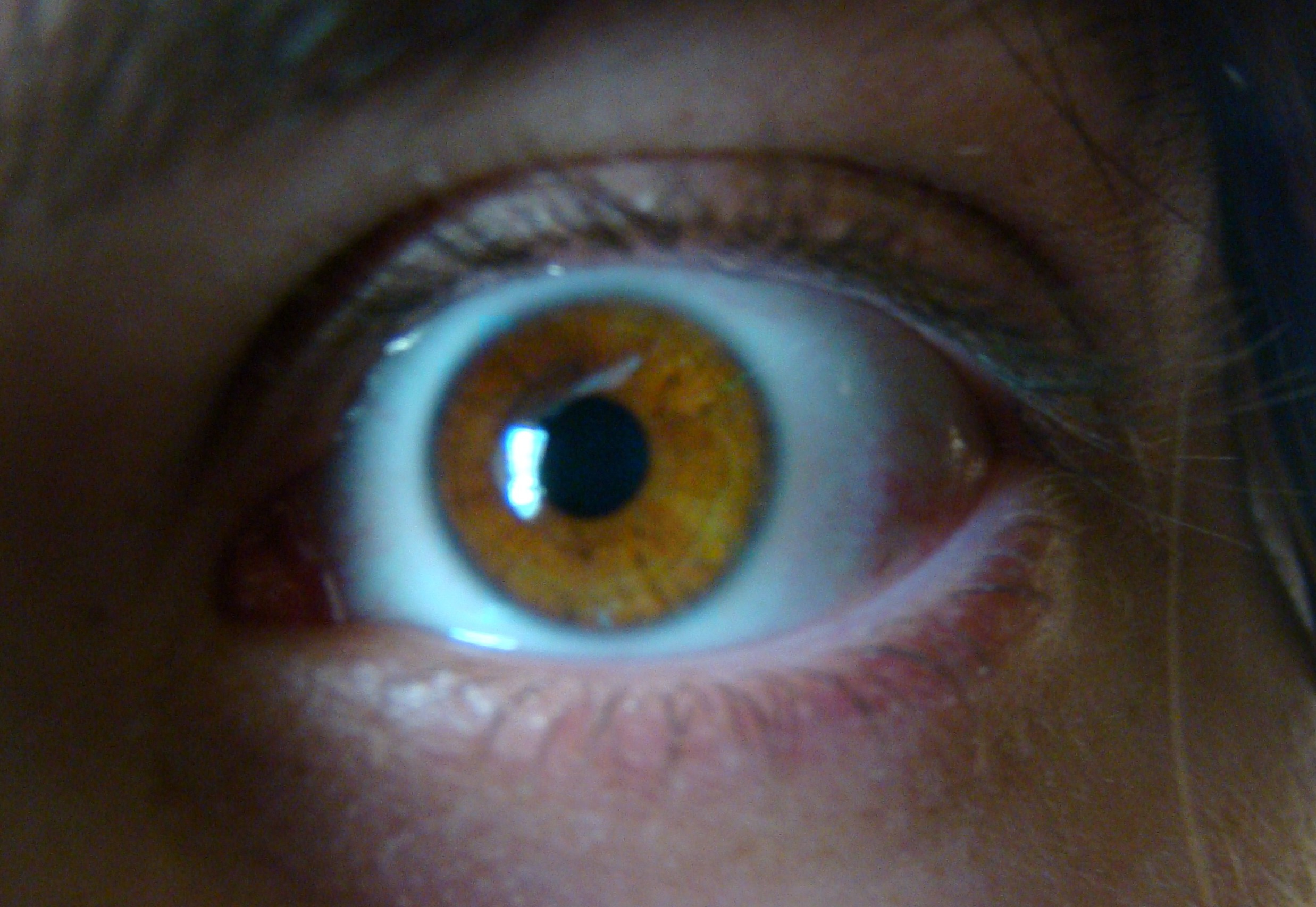
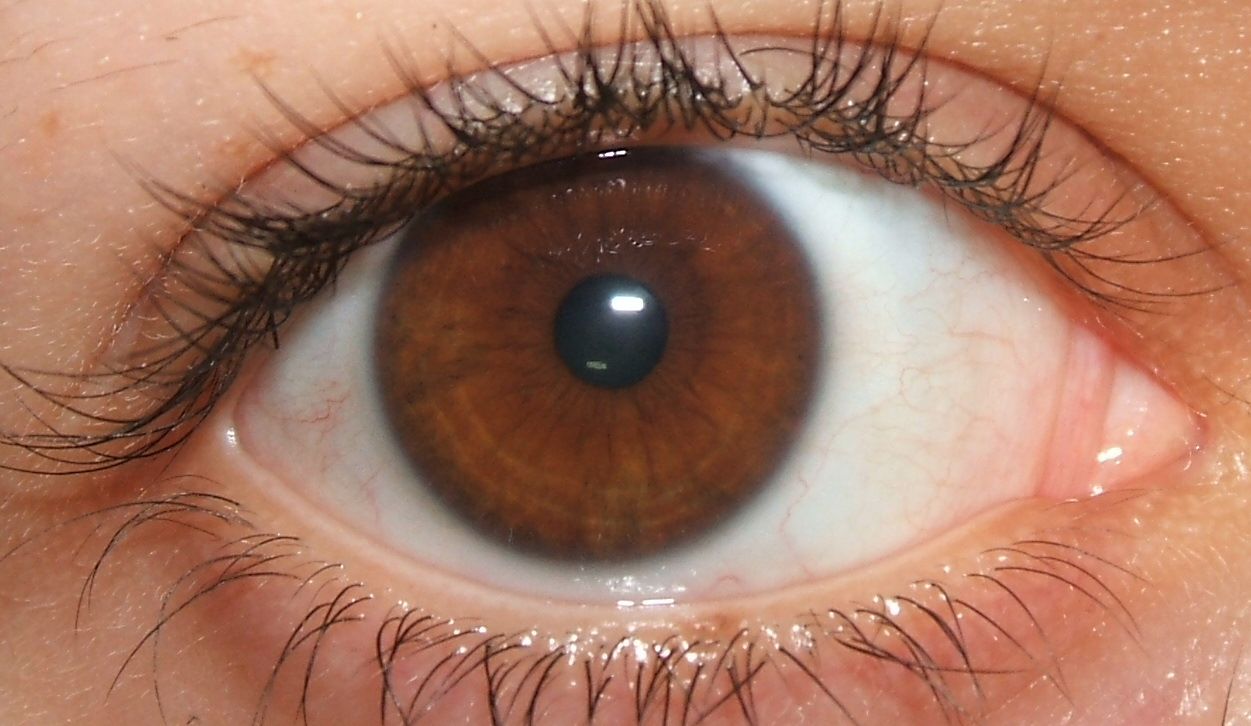
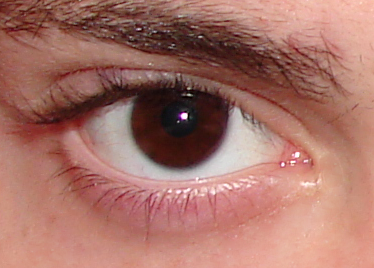
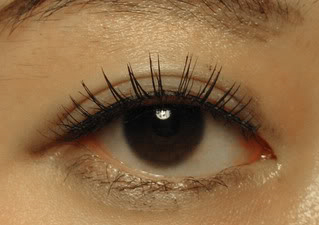

## Рекомендуемая литература
- Дорофеева Анна Алексеевна, Негашева Марина Анатольевна. Современное состояние исследований радужной оболочки глаза в антропологии // Вестник Московского университета. Серия 23. Антропология. — 2010. — № 1. — С. 4—21.